# Departamento de Arica
El departamento de Arica fue una antigua división territorial de Chile, integrada a la provincia de Tacna tras el Tratado de Ancón. Su cabecera fue la ciudad de Arica. Se conformó a partir de la provincia peruana de Arica y el departamento peruano de Tacna. El 30 de diciembre de 1927, mediante el Decreto con Fuerza de Ley N.º 8583, se establecieron nuevas comunas y subdelegaciones dentro del departamento. Con el Tratado de Lima, el departamento pasó a integrar la provincia de Tarapacá. En la actualidad, la ciudad de Arica es la capital de la región de Arica y Parinacota.

## Límites
El departamento de Arica limitaba:
- Al norte con el departamento de Tacna y, desde 1929 con el Perú, a través de la Línea de la Concordia.
- Al oeste con el océano Pacífico.
- Al sur con el departamento de Pisagua.
- Al este con la cordillera de los Andes y Bolivia.

## Administración
La Ilustre Municipalidad de Arica se encargaba de la administración local del departamento, con sede en Arica, en donde se encontraba la Gobernación Departamental.

## Subdelegaciones
Las subdelegaciones, cuyos límites asigna el decreto del 9 de noviembre de 1885 y 10 de mayo de 1886, son las siguientes:
- 1a, Morro.
- 2a, Azapa.
- 3a, Lluta.
- 4a, Putre.
- 5a, Belén.
- 6a, Codpa.
- 7a, General Lagos.

## Comunas y Subdelegaciones (1927)
De acuerdo al DFL 8583 del 30 de diciembre de 1927, en el departamento de Arica se crean las comunas y subdelegaciones con los siguientes territorios:
| Comuna        | Subdelegaciones    |
| ------------- | ------------------ |
| Arica         | 1.ª, Morro         |
| Arica         | 2.ª, Azapa         |
| Arica         | 3.ª, Lluta         |
| Putre         | 4.ª, Putre         |
| Belén         | 5.ª, Belén         |
| Codpa         | 6.ª, Codpa         |
| General Lagos | 7.ª, General Lagos |

Las comunas de Arica, Putre, Belén, Codpa y General Lagos, formarán una sola agrupación municipal, cuya cabecera será la ciudad de Arica.
En 1930, tras permanecer un año sin pertenecer a ninguna provincia tras la supresión de la provincia de Tacna, al anexarse parte del departamento homónimo al Perú, este departamento pasa a la provincia de Tarapacá, a raíz del Tratado de Lima.

## Evolución territorial
Mapas explicando la evolución territorial del departamento de Arica dentro de la provincia de Tacna.

1884-1925
1911-1921
1921-1925
1925-1929